# Bāṇabhaṭṭa
Bāṇabhaṭṭa (sanskrit : बाणभट्ट) est un écrivain et poète indien en sanskrit du VIIe siècle. Il est l'Asthana Kavi à la cour du roi Harsha Vardhana, qui règne de  606 à 647 CE dans le nord de l'Inde depuis d'abord Sthanvishvara (Thanesar), et plus tard de Kânnauj. Les principaux travaux de Bāna incluent une biographie de Harsha, le Harṣacarita (ou Harshacharita, Actes de Harsha), et l'un des premiers romans de l'histoire, Kadambari. Bāṇa meurt avant de terminer le roman, celui-ci étant achevé par son fils Bhūṣaṇabhaṭṭa. Ces deux ouvrages sont des textes majeurs de la littérature sanskrite. Les autres œuvres qui lui sont attribuées sont le Caṇḍikāśataka et un drame, le Pārvatīpariṇaya. Banabhatta reçoit des éloges en tant que "banochhistam jagatsarvam", ce qui signifie que Bana aurait tout décrit dans ce monde et qu'il ne reste plus rien.

## Vie
Un compte rendu détaillé de son ascendance et de ses débuts peut être reconstruit à partir des versets d'introduction attachés au कादम्बरी et aux deux premiers ucchāvasas de la Harṣacarita, tandis que les circonstances derrière la composition de la Harṣacarita sont décrites dans la troisième ucchāvasa du texte. Harsacarita est considérée comme la première œuvre indienne pouvant être considérée comme une biographie historique.
Bāna est né dans le village de Pritikuta sur les rives du Hiraṇyavāhu. Après la mort de son père, Bāṇa mène une vie errante pendant un certain temps mais revient plus tard dans son village natal. Ici, un jour d'été, en recevant une lettre de Krishna, un cousin du roi Harsha, il rencontre le roi alors qu'il campait près de la ville de Manitara. 